# نالوكسون
نالوكسون، الذي يُباع تحت الاسم التجاري ناركون من بين أسماء تجارية أخرى، هو دواء يستخدم لحجب تأثيرات أشباه الأفيونات. يُستخدَم بشكل شائع لمواجهة نقص التنفس عند تناول جرعة زائدة من أشباه الأفيونات. يمكن أيضًا دمج النالوكسون مع شبيه أفيون (في نفس الحبة) من أجل تقليل خطر إساءة استخدام أشباه الأفيونات. عندما تُعطَى عن طريق الوريد، تبدأ التأثيرات خلال دقيقتين، وعندما تٌحقَن في العضل تبدأ خلال خمس دقائق. من الطرق الأخرى التي يمكن أن تُعطَى بها هي رشها في أنف الشخص. تستمر تأثيرات النالوكسون من نحو نصف ساعة إلى ساعة. قد تكون هناك حاجة لإعطاء جرعات متعددة إذ تكون مدة عمل معظم أشباه الأفيونات أكبر من مدة عمل النالوكسون.
قد يسبب الإعطاء للأشخاص المعتمدين على أشباه الأفيونات أعراض انسحاب أشباه الأفيونات، بما في ذلك الأرق، والهيوجية، والغثيان، والإقياء، وسرعة ضربات القلب، والتعرق. لمنع ذلك، يمكن إعطاء جرعات صغيرة كل بضع دقائق حتى الوصول إلى التأثير المطلوب. لدى الأشخاص الذين يعانون من أمراض قلبية سابقة أو يتناولون أدوية تؤثر سلبًا على القلب، حدثت المزيد من المشاكل القلبية. يبدو أنه آمن أثناء الحمل، وذلك بعد إعطائه لعدد محدود من النساء. النالوكسون هو مضاد تنافسي وغير انتقائي لمستقبل أشباه الأفيون. إنه يعمل عن طريق عكس تثبيط الجهاز العصبي المركزي والجهاز التنفسي الناجم عن أشباه الأفيونات.
سُجِّلت براءة اختراع النالوكسون عام 1961، وصودق على استخدامه في حالة الجرعة المفرطة من أشباه الأفيونات في الولايات المتحدة عام 1971. إنه مدرج في قائمة الأدوية الأساسية لمنظمة الصحة العالمية. النالوكسون متاح كدواء عام.

## الاستخدامات الطبية

### الجرعة المفرطة من أشباه الأفيونات
النالوكسون مفيد في علاج كل من الجرعة المفرطة الحادة من أشباه الأفيونات والتثبيط التنفسي أو العقلي الناجم عن أشباه الأفيونات. من غير الواضح ما إذا كان مفيدًا لمن يعانون من توقف القلب الناجم عن الجرعة المفرطة من أشباه الأفيونات.
اعتبِر جزءًا من مجموعات استجابة الطوارئ للجرعات المفرطة الموزعة على متعاطي الهيروين وأشباه الأفيونات الآخرى، وعلى المستجيبين في حالات الطوارئ. وقد ثبت أن ذلك يقلل من معدلات الوفيات الناجمة عن الجرعة المفرطة. يُنصَح بوصفة طبية من النالوكسون إذا كان الشخص يتناول جرعة عالية من أشباه الأفيونات (> 100 ملغ من معادل المورفين / يوم)، أو يُوصَف له أي جرعة من أشباه الأفيونات مصحوبة ببنزوديازيبين، أو يُشتبَه أو يُعرَف أنه يستخدم أشباه الأفيونات غير الطبية. يجب أن يكون وصف النالوكسون مصحوبًا بتعليم قياسي يتضمن منع الجرعة المفرطة والتعرف عليها والاستجابة لها؛ والتنفس الإنقاذي؛ والاتصال بخدمات الطوارئ.
إن توزيع النالوكسون على الأشخاص الذين من المحتمل أن يتعرضوا لجرعة مفرطة من أشباه الأفيونات هو جزء من مبادرات الحد من الضرر التي انتشرت في جميع أنحاء الولايات المتحدة والعالم. يقوم هذا النهج في التعامل مع إساءة استخدام المواد على معاملتها على أنها مشكلة طبية، وتركيز الجهود على تقليل الضرر الناتج بشكل مباشر (على سبيل المثال، الجرعة المفرطة) وبشكل غير مباشر (التعرض لمرض معد).
إذا لوحظ حدوث استجابة ضئيلة أو عدم حدوث استجابة خلال 2 - 3 دقائق، يمكن تكرار الجرعات كل دقيقتين حتى الوصول إلى الجرعة القصوى البالغة 10 مغ. في حالة عدم حدوث استجابة في هذا الوقت، يجب متابعة التشخيص والعلاج البديل. اعتمادًا على شدة الجرعة المفرطة، قد تكون هناك حاجة لجرعة عالية تتجاوز 10 ملغ. قد تزول تأثيرات النالوكسون قبل زوال تلك الخاصة بأشباه الأفيونات، وقد تتطلب التأثيرات تكرار الجرعات في وقت لاحق. يجب مراقبة المرضى الذين يعانون من التأثيرات من أجل معدل التنفس، ومعدل ضربات القلب، وضغط الدم، ودرجة الحرارة، وغازات الدم الشرياني، ومستوى الوعي. يجب تحديد أولئك الذين لديهم خطر أكبر للإصابة بالتثبيط التنفسي قبل الإعطاء ومراقبتهم عن كثب.

### جرعة مفرطة من كلونيدين
يمكن أيضًا استخدام النالوكسون كمضاد للجرعة المفرطة من الكلونيدين، وهو دواء يخفض ضغط الدم. الجرعات الزائدة من الكلونيدين لها أهمية خاصة للأطفال إذ يمكن أن تسبب الجرعات الصغيرة ضررًا كبيرًا. على أي حال، هناك جدل حول فعالية النالوكسون في علاج أعراض الجرعة المفرطة من الكلونيدين، وهي: بطء معدل ضربات القلب، وانخفاض ضغط الدم، والتشوش الذهني. أظهرت تقارير الحالة التي استخدمت جرعات مقدارها 0.1 مغ / كغ (بحد أقصى 2 مغ / جرعة) تُعاد كل 1 - 2 دقيقة (10 مغ جرعة إجمالية) فائدة غير ثابتة. نظرًا لاختلاف الجرعات المستخدمة في الأدب الطبي، من الصعب التوصل إلى استنتاج بشأن فائدة النالوكسون في هذا الظروف. آلية الاستفادة المقترحة من النالوكسون في الجرعة المفرطة من الكلونيدين غير واضحة، ولكن اقترِح أن المستقبلات الأفيونية الذاتية تتوسط الجهاز العصبي الودي في الدماغ وفي أي مكان آخر من الجسم. توصي بعض مراكز مكافحة السموم باستخدام النالوكسون في حالة الجرعة المفرطة من الكلونيدين، بما في ذلك الجرعات عبر الوريد التي تصل إلى 10 مغ من النالوكسون.

### منع تعاطي أشباه الأفيونات
يُمتَص النالوكسون بشكل ضعيف عند تناوله عن طريق الفم، لذلك يُدمَج بشكل شائع مع عدد من مستحضرات أشباه الأفيونات الفموية، بما في ذلك بوبرينورفين وبنتازوسين، وبذلك عند تناوله عن طريق الفم، يكون التأثير لأشباه الأفيونات فقط. على أي حال، إذا حُقِن مزيج من أشباه الأفيونات والنالوكسون، فإن النالوكسون يمنع تأثير أشباه الأفيونات. يُستخدَم هذا المزيج في محاولة لمنع حدوث إساءة الاستخدام.

### استخدامات أخرى
لدى الأشخاص الذين يعانون من الصدمة، بما في ذلك الصدمة الإنتانية أو القلبية أو النزفية أو الصدمة الشوكية، قد كان تدفق الدم أفضل لدى الذين تلقوا نالوكسون. أهمية ذلك غير واضحة.
يستخدم النالوكسون أيضًا تجريبيًا في علاج عدم الحساسية الخلقية للألم مع عدم التعرق، وهو اضطراب نادر للغاية يكون الشخص المصاب به غير قادر على الشعور بالألم أو التفريق بين درجات الحرارة.
يمكن أيضًا استخدام النالوكسون لعلاج الحكة الناتجة عن استخدام أشباه الأفيونات، وكذلك الإمساك الناجم عن أشباه الأفيونات.

### مجموعات خاصة

#### الحمل والرضاعة
يُصنَف النالوكسون من فئة السلامة أثناء الحمل B أو C في الولايات المتحدة. أظهرت الدراسات التي أُجريت على القوارض التي أُعطيت جرعة يومية قصوى قدرها 10 مغ من النالوكسون عدم وجود تأثيرات ضارة على الجنين، على الرغم من عدم وجود دراسات بشرية إلا أن الدواء يعبر المشيمة مما قد يؤدي إلى حدوث الانسحاب لدى الجنين. في هذه الظروف، هناك حاجة إلى مزيد من البحث قبل ضمان السلامة، لذلك يجب استخدام النالوكسون أثناء الحمل فقط في حال كان ذلك ضرورة طبية.
من غير المعروف ما إذا كان النالوكسون يُفرَز في حليب الثدي، على أي حال، إنه غير متوفر حيويًا عندما يُؤخَذ عن طريق الفم، وبالتالي من غير المحتمل أن يؤثر على الرضيع الذي يرضع من الثدي.

#### الأطفال
يمكن استخدام النالوكسون لدى الرضع الذين تعرضوا لمواد أفيونية داخل الرحم تُعطَى للأمهات أثناء الولادة. على أي حال، لا توجد أدلة كافية على استخدام النالوكسون من أجل تقليل التثبيط القلبي التنفسي والعصبي عند هؤلاء الرضع. قد يعاني الرضع الذين يتعرضون لتراكيز عالية من أشباه الأفيونات أثناء الحمل من أذية الجهاز العصبي المركزي في حالة الاختناق الوليدي. دُرِس النالوكسون لتحسين النتائج لدى هذه الفئة، ولكن الأدلة ضعيفة حاليًا.
يمكن إعطاء النالوكسون في الوريد أو العضل أو تحت الجلد للأطفال وحديثي الولادة من أجل عكس التأثيرات الأفيونية. توصي الأكاديمية الأمريكية لطب الأطفال بالإعطاء عن طريق الوريد فقط لأن الشكلين الآخرين يمكن أن يتسببان في امتصاص غير متوقع. بعد إعطاء جرعة، يجب مراقبة الطفل لمدة 24 ساعة على الأقل. بالنسبة للأطفال الذين يعانون من انخفاض ضغط الدم الناتج عن الصدمة الإنتانية، لم تُثبَت سلامة وفعالية النالوكسون.

#### استخدام الشيخوخة
بالنسبة للمرضى الذين تبلغ أعمارهم 65 عامًا فما فوق، ليس من الواضح ما إذا كان هناك اختلاف في الاستجابة. ومع ذلك، غالبًا ما يعاني كبار السن من انخفاض في وظائف الكبد والكلى مما قد يؤدي إلى زيادة مستوى النالوكسون في الجسم.

## تأثيرات جانبية
للنالوكسون تأثيرات قليلة أو غير موجودة إذا لم تكن أشباه الأفيونات موجودة. لدى الأشخاص الذين قد تناولوا أشباه الأفيونات، قد يسبب زيادة التعرق، والغثيان، والأرق، والارتجاف، والإقياء، واحمرار الوجه، والصداع، وقد ارتبط في حالات نادرة بتغيرات في ضربات القلب، ونوبات، ووذمة رئوية.
إلى جانب التأثيرات الجانبية المذكورة أعلاه، للنالوكسون أيضًا تأثيرات جانبية أخرى، مثل تأثيراته الأخرى على القلب والأوعية الدموية (ارتفاع ضغط الدم، انخفاض ضغط الدم، تسرع القلب، الرجفان البطيني، تسرع القلب البطيني) وتأثيراته على الجهاز العصبي المركزي، مثل الهيوجية، وآلام الجسم، وأمراض الدماغ، والغيبوبة. بالإضافة إلى هذه التأثيرات الضارة، يُمنَع استخدام النالوكسون أيضًا لدى الأشخاص الذين يعانون من فرط الحساسية تجاه النالوكسون أو أي من مكونات تركيبته.
ثبت أن النالوكسون يحجب عمل الإندورفينات المخففة للألم التي ينتجها الجسم بشكل طبيعي. من المحتمل أن تعمل هذه الإندورفينات على نفس المستقبلات الأفيونية التي يحجبها النالوكسون. يكون قادرًا على حجب الاستجابة للدواء الوهمي المُخّف للألم، إذا أُعطِي الدواء الوهمي مع حقنة خفية أو مُعمَّاة من النالوكسون. وجدت دراسات أخرى أن الدواء الوهمي وحده قادر على تفعيل نظام الإندورفين الأفيوني في الجسم مما يؤدي إلى تخفيف الآلام بنفس آلية المستقبل مثل المورفين.
يجب استخدام النالوكسون بحذر لدى الأشخاص المصابين بأمراض القلب والأوعية الدموية، وكذلك لدى أولئك الذين يتناولون حاليًا أدوية قد يكون لها تأثيرات ضارة على الجهاز القلبي الوعائي مثل التسبب في انخفاض ضغط الدم، وتراكم السوائل في الرئتين (الوذمة الرئوية)، واضطراب نظم القلب. هناك تقارير عن انقلابات مفاجئة لمضادات أشباه الأفيونات تؤدي إلى حدوث الوذمة الرئوية والرجفان البطيني.

### فرط الحساسية
قد تحتوي مستحضرات النالوكسون على ميثيل بارابين وبروبيل بارابين، وهي غير مناسبة للاستخدام من قبل الأشخاص الذين يعانون من فرط الحساسية للبارابين. إذا كان الشخص حساسًا للنالميفين أو النالتريكسون، فيجب استخدام النالوكسون بحذر لأن هذه الأدوية الثلاثة متشابهة بنيويًا. الحساسية المتصالبة بين هذه الأدوية غير معروفة. تتوفر المستحضرات الخالية من المواد الحافظة لمن يعانون من فرط الحساسية للبارابين.

## الروابط الخارجية
- Chicago Recovery Alliance's naloxone distribution project
- Report on Naloxone and other opiate antidotes, by the International Programme on Chemical Safety